# Lectoure
Lectoure település Franciaországban, Gers megyében. Lakosainak száma 3685 fő (2022. január 1.). Lectoure Castet-Arrouy, Castelnau-d'Arbieu, Castéra-Lectourois, L’Isle-Bouzon, Lagarde, Magnas, Marsolan, Pauilhac, Plieux, Saint-Avit-Frandat, Saint-Clar, Saint-Martin-de-Goyne, Sainte-Mère és Terraube községekkel határos.

## Népesség
A település népességének változása:
| Lakosok száma | 3950 | 3923 | 4034 | 3797 | 3730 | 3710 | 3664 | 3672 | 3687 | 3685 |
|               | 1968 | 1982 | 1990 | 2006 | 2013 | 2015 | 2017 | 2019 | 2020 | 2022 |